# Razzle Dingley
Nicholas « Razzle » Dingley, né le 2 décembre 1960 et mort le 8 décembre 1984, était le batteur du groupe de glam rock finlandais Hanoi Rocks, de 1982 à sa mort à la suite d'un accident de voiture provoqué par la conduite en état d'ivresse de Vince Neil, chanteur du groupe Mötley Crüe.

## Biographie
Né à Royal Leamington Spa, en Angleterre, il fut adopté par Henry et Irene Dingley, et grandit à Coventry, puis Binstead, Isle of Wight.
Avant de rejoindre Hanoi Rocks, Razzle a joué dans des groupes anglais tels que Thin Red Line, The Fuck Pigs, Demon Preacher (avec Nik Fiend, plus tard Alien Sex Fiend) et The Dark, avec qui il a sorti un disque.

## Mort
Fin 1984, Hanoi Rocks était en tournée Américaine (la première). Michael Monroe se fractura la cheville, le groupe dû donc passer plusieurs concerts et prendre une pause. Durant la pause, Vince Neil, chanteur de Mötley Crüe invita le groupe à visiter sa maison, en Californie.
Le 8 décembre, Razzle visita la maison de Vince et passa la journée à Redondo Beach. Ils décidèrent de partir dans un magasin d'alcool dans la voiture de Neil, une De Tomaso Pantera. Vince étant saoul, et roulant trop vite, il perdit le contrôle de la voiture et heurta un autre véhicule. Les deux occupants de l'autre voiture furent sérieusement blessés. Razzle fut emmené à l'hôpital de South Bay mais fut déclaré mort en arrivant à 7h12. Il fut enterré à Holy Cross Church à Binstead, Isle of Wight en 1984. Neil dédia le troisième album de Mötley Crüe Theatre of Pain à Razzle.
Cet événement est présenté dans l'autobiographie de Mötley Crüe sortie en 2001 The Dirt: Confessions of the World's Most Notorious Rock Band.